# Димитър Айвазов
Димитър Айвазов е български революционер, деец на Вътрешната македоно-одринска революционна организация.

## Биография
Айвазов е роден в бунархисарското село Чонгара, днес Джевизкьой, Турция. Влиза във ВМОРО в 1898 година. В 1902 година става български учител в Бунархисар и влиза в местния революционен комитет.